# Abanaxipha
Abanaxipha is een geslacht van uitgestorven insecten uit de familie van de krekels (Gryllidae). De wetenschappelijke naam van het geslacht is voor het eerst geldig gepubliceerd in 1994 door V.R. Vickery & Poinar. Het geslacht omvat twee uitgestorven soorten. De soorten van dit geslacht kwamen voor in Midden-Amerika.

## Soorten
- Abanaxipha incongrua
- Abanaxipha longispina